# Kelurahan Sukabumi Utara
Kelurahan Sukabumi Utara är en administrativ by i Indonesien.   Den ligger i provinsen Jakarta, i den västra delen av landet. Huvudstaden Jakarta ligger i Kelurahan Sukabumi Utara.